# احمد تیجانی

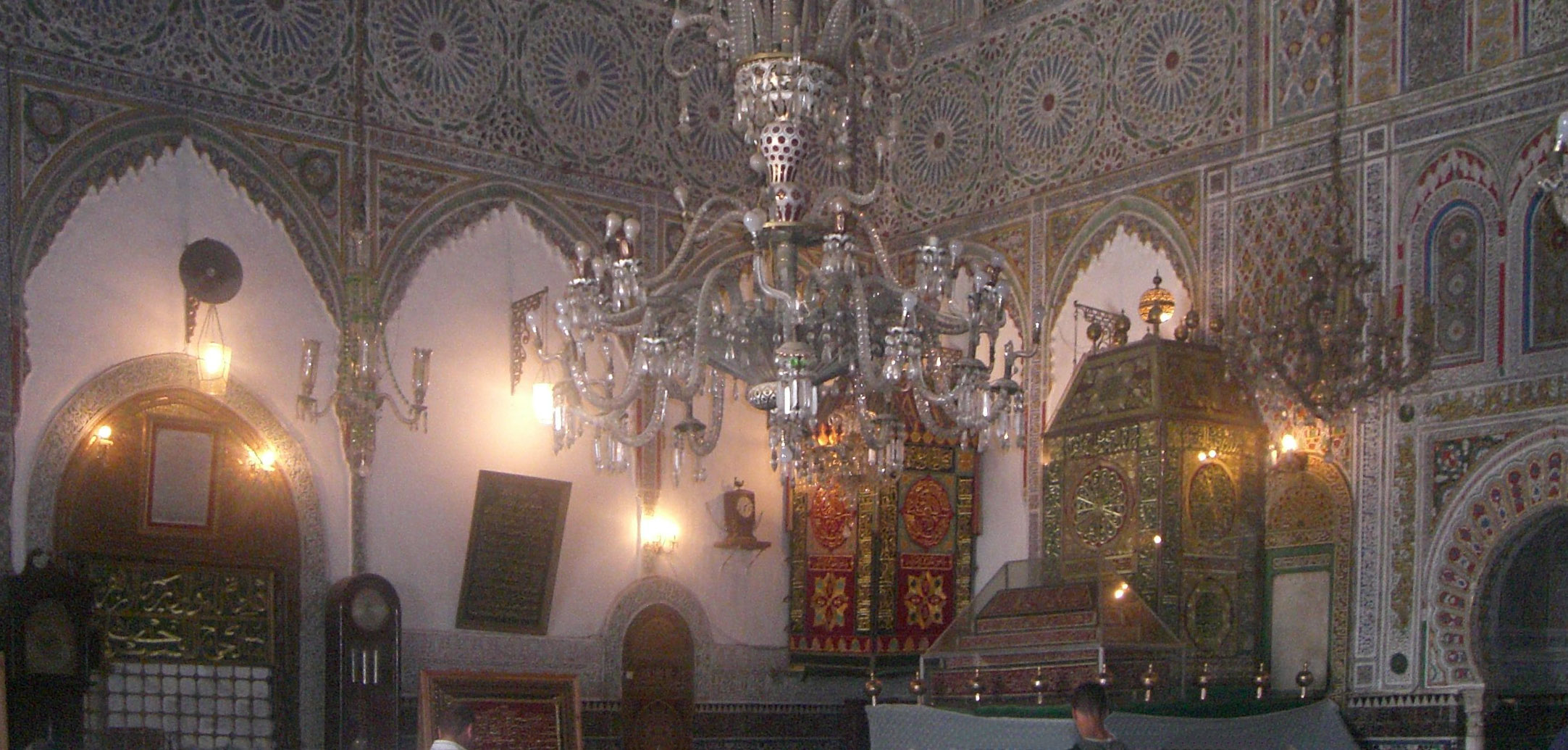
داخلی مقبره فس، مقبره داخلی مولای ادریس دوم

احمد بن محمد تیجانی حسنی (۱۷۳۵–۱۸۱۵ میلادی)، (۱۱۵۰ در الجزایر - ۱۲۹۹ قمری در فاس) صوفی و بنیان‌گذار طریقهٔ تیجانیه در مغرب عربی بود.
احمد تیجانی پیرو اهل سنت بود. وی پس از ملاقات با برخی از اهل تصوف، به صوفی‌گرایی گرایش یافت و سپس کتاب‌های مختلفی را به رشته نگارش درآورد. او در نهایت طریقت جدیدی را به وجود آورد و برای ترویج آن سفرهای بسیاری به قاهره، تلسمان و شمال آفریقا و حج انجام داد.
این فرقه در زمان نه چندان طولانی، پیروان بسیاری پیدا کرد و در نقاط مختلف به خصوص آفریقا پخش شد.
پس از فوت شیخ احمد تیجانی در سال ۱۲۳۰ هجری، طبق وصیت وی، پسرانش جانشینی و رهبری فرقه را بر عهده گرفتند.